# Sérgio Roberto Rodrigues Rojas
Sérgio Roberto Rodrigues Rojas, mais conhecido como Sérgio Rojas (Uruguaiana, 22 de janeiro de 1959) músico, instrumentista, cantor e compositor brasileiro de música regional gaúcha.

Radicado em Porto Alegre, nascido em Uruguaiana, filho de uma família de artistas, luthiers, cantores, músicos e instrumentistas. Estudou Composição na UFRGS.
Muito jovem, aos vinte e poucos anos foi professor de música no Instituto Luterano Concórdia e no Instituto de Música de Montenegro hoje FUNDARTE, Fundação Municipal de Artes de Montenegro.
Na sua herança e formação musical convergiram os sons das fronteiras do rio Uruguai, o folclore uruguaio, a milonga do pampa argentino, o rock latino e o melhor da música popular brasileira e riograndense.
Em sua trajetória de mais de 50 anos de carreira, dividiu o palco com inúmeras personalidades importantes da música nacional e internacional. Seu talento está referendado por grandes nomes da música latino-americana, Mercedes Sosa, Fito Paez, Fafá de Belém e Renato Borghetti, com os quais subiu ao palco em turnês no Brasil, Argentina e Estados Unidos. Desde tenra idade mostrou grande tendência e talento para a música. Cantou pela primeira vez em público aos seis anos, na extinta TV Piratini, aos dez anos atuou em programas de calouros e aos quinze já cantava e tocava em conjunto de bailes em clubes e casas noturnas da fronteira. Em 1975, integrou o primeiro grupo musical do premiado cantor e compositor Mário Barbará, após vencerem juntos com Luis Eugênio a 5ª Califórnia da Canção, ganhando a Calhandra de Ouro, prêmio máximo do festival. 
No período de 1976 a 1981, passou a compor o grupo musical Uruchês junto com Oristela Alves, Chico Alves, César Passarinho, ganhando a Calhandra de Ouro em 1976, dentre muitos outros prêmios nos anos subsequentes. Fez os arranjos e participou do primeiro disco da carreira de César Passarinho, “Fundamento”, lançado pela Polygram.
Foi convidado especial nos espetáculos de Mercedes Sosa em Buenos Aires, Belo Horizonte, Rio de Janeiro, São Paulo, Florianópolis e Porto Alegre. Tocou ao lado de Fito Paez em turnê do cantor no Rio Grande do Sul.
Acompanhou Renato Borghetti em turnês nos EUA. Participou da produção do trabalho internacional de Renato Borghetti, CD e DVD Fandango, que recebeu Troféu Açorianos2008, com canção de autoria de Sérgio Rojas a "Milonga para Simões Lopes Neto". No mesmo ano, Fandango foi indicado ao Grammy Latino/2008, na categoria Melhor Álbum de Música Tradicional Regional/Raízes.
Fez do violão seu idioma, e com a magia de sua arte criou páginas definitivas para a música gaúcha. Seus arranjos e canções estão imortalizados nos discos dos mais importantes festivais e projetos de música, dos últimos 50 anos, no Rio Grande do Sul.
Venceu os principais eventos de músicas do estado. Recebeu mais de 200 troféus como melhor compositor, arranjador e melhor música, entre eles, destaque para os festivais de música: 7ª Ciranda de Taquara, 3º Musicanto Sul-Americano de Nativismo de Santa Rosa (nesta ocasião Olívia Hime veio especialmente do Rio de janeiro para cantar a canção Ode as Bailarinas de Luiza Coronel e Sérgio Rojas. Atualmente Olívia é proprietária da maior gravadora ‘cult’ do país, a Biscoito Fino), 1ª e 6ª Moenda da Canção de Santo Antônio da Patrulha, Califórnia da Canção Nativa nos anos 1983, 1985 e em 1996, ganhando a Calhandra de Ouro Com uma canção sua letra e música. Ainda em 1985 venceu o 3º Musicanto de Santa Rosa.
Ao longo de sua carreira, teve parcerias importantes como os escritores e poetas Luiz Coronel, Colmar Duarte, os compositores Sergio Napp, Dilan Camargo, Mauro Moraes, Beto Barros, Jaime Vaz Brasil, entre muitos outros.
Em 2006 participou do Projeto Cultural Concertos Dana, cantou e tocou suas premiadas milongas, no Salão de Atos da Ufrgs, acompanhado da Orquestra de Câmara da Ulbra e o Maestro Tiago Flores. Com sua versatilidade e formação clássica, compõe e produz trilhas de cinema, teatro, dança, publicidade e produção em cd de projetos especiais. Ao longo de sua carreira recebeu prêmios importantes, por suas criações.
Dedicado a composições exclusivas para trilhas desde 1984, inaugurou em Porto Alegre, no ano de 1987, o estúdio de produção de áudio profissional Atrativa Produtora de Áudio.
Hoje soma mais de 50 mil fonogramas produzidos, entre jingles institucionais, produto e varejo, spots, trilhas, locuções variadas, audio visuais e muito mais.
Ganhou Prêmio de Melhor Trilha na Mostra Gaúcha do 38° Festival Internacional de Cinema de Gramado com a canção “Milonga para Simões Lopes Neto”, criada especialmente para “Contos Gauchescos de Simões Lopes Neto”, do Diretor Henrique de Freitas Lima. Canção inserida no DVD Fandango de Renato Borghetti.
Compôs e produziu trilha para o longa uruguaio Reus I (2011) e Reus II (2015) dos diretores Eduardo Piñero, Pablo Fernández e Alejandro Pi, ambos em parceria com a Produtora gaúcha Panda Filmes RS Brasil.
Em co-produção com a Panda Filmes é praticamente um filme musical. Em setembro de 2013, o filme foi ganhador, no 7º Festival Cine Música no Rio de janeiro, do "Prêmio
Dellart Cine Rivaton". Prêmio é destinados para o quesito trilha sonora e sound design das produções.
Em dezembro de 2023 Sérgio Rojas e Quarteto apresentou a revisão de sua obra no "Chapéu Acústico", em parceria com o Instituto Estadual de Música (IEM), a Casa de Cultura Mario Quintana (CCMQ), e o produtor cultural Marcos Monteiro. Rojas revisitou diversos momentos de sua carreira, trazendo influências do folclore uruguaio e argentino, além de sua paixão pelo cinema latino-americano.